# Убивая Америку
«Убивая Америку» (англ. The Killing of America) — японо-американский документальный фильм Шелдона Ренана и Леонарда Шредера 1982 года. В фильме рассказывается о знаменитых преступлениях, произошедших в США в середине и во второй половине 20 века. Освещены покушения на политиков, массовые убийства, повышенный рост преступности в 70-х и дела серийных убийц.

## Содержание
Фильм рассказывает об одной из главных проблем США —  нелегальное хранение огнестрельного оружия у гражданского населения. Раскрывается статистика преступлений в США — около 27 тысяч убийств в год. Использованы хроникальные материалы различных событий второй половины 20 века: убийства 35-го президента Джона Кеннеди Ли Харви Освальдом и его брата Роберта палестинским террористом Серханом Серханом; Война во Вьетнаме; Студенческие волнения 1968-70 годов; убийство Мартина Лютера Кинга; покушения на Джорджа Уоллеса и на 40-го президента Рональда Рейгана.
Также в фильме показаны вспышки массовых убийств в 60-70-х гг: Чарльз Уитмен, забаррикадировавшись на 28 этаже Техасского университета, убил 16 и ранил около 30 человек; Бренда Спенсер, устроила стрельбу по школьникам в Сан-Диего, Калифорния; Роберт Бенджамин Смит, взял в заложники учениц в школе красоты в Аризоне и др.
В фильме рассматривались преступления людей, поглощённых безумными идеями: зверские убийства, совершенные коммуной «Семья» Чарльза Мэнсона;  Герберт Маллин, убивший 13 человек, чтобы предотвратить землетрясения в Калифорнии; серия убийств, совершенных Дэвидом Берковицом, по словам убийцы совершать преступления его заставляла соседская собака. Также упоминается массовое самоубийство членов секты «Храм народов» под предводительством проповедника Джима Джонса.
Показаны примеры серийных убийц: Лоуренс Биттейкер, Дин Корлл; Джон Уэйн Гейси, «Хиллсайдские душители», Тед Банди и Эдмунд Кемпер.
Фильм заканчивается хроникой похорон певца и основателя группы «The Beatles» Джона Леннона, убитого Марком Дэвидом Чепменом в декабре 1980 года. Огромные толпы поклонников слушают одну из признанных и известных песен Леннона — «Imagine».

## Каст
- Чак Райли — Рассказчик
- Эд Доррис
- Томас Ногучи
- Серхан Серхан
- Элмер Уэйн Хенли
- Эдмунд Кемпер

## Прием
Фильм «Убивая Америку» был первоначально показан в Нью-Йорке в 1982 году в «Общественном театре», но не было коммерческого релиза в Соединённых Штатах, хотя и получил домашнее видео в Великобритании. Фильм получил широкое распространение в Японии, где финансовые покровители, как сообщается, оказали давление на Ренана, добавив кадры с бдениями мира для Джона Леннона, чтобы сделать документальный фильм менее удручающим. Спустя годы документальный фильм был представлен в Северной Америке в 2013 году на фестивале Fantasia в Канаде.
«Убивая Америку» было выпущено на DVD в феврале 2002 года и переиздано в октябре 2016 года на Blu-ray.

## Саундтрек
- Buffalo Springfield — For What It'S Worth
- John Lennon & Paul McCartney — Give Peace A Chance
- 999 — Homicide
- John Lennon & Paul McCartney — If I Fell
- John Lennon — Imagine